# Tibet in Song
Ne doit pas être confondu avec A Song for Tibet.
Pour plus de détails, voir Fiche technique et Distribution.
Tibet in Song (Le Tibet en chanson), est un film documentaire du musicologue et ancien prisonnier politique Ngawang Choephel présentant les chants et danses traditionnels tibétains en voie de disparition, dénonçant une extinction culturelle.
Le film mêle des prises de vues de son voyage au Tibet de 1995 avant son arrestation par les autorités chinoises et des images d’archives et d'entretiens d'artistes et de réfugiés exilés à Dharamsala, en Inde, à l’Institut tibétain des arts du spectacle (TIPA).
Ngawang Choephel a aussi appris de chants traditionnels par d'autres prisonniers.
L'emprisonnement a transformé Ngawang Choephel. Avant sa détention, il n'avait qu'un intérêt intellectuel pour le Mouvement d'indépendance tibétain. Avec la prison, la cause lui est devenue plus personnelle : « Je devais rejoindre la lutte », dit-il dans le documentaire.
Le film reprend l’histoire du Tibet depuis l'invasion de 1950 et l’arrivée des Chinois en masse, le soulèvement tibétain de 1959, celui de 1969, 1988 et 2008, mettant l’accent sur l’écrasement de la culture tibétaine par la Chine, par l’interdiction des chants et des danses en public et l'imposition de chants communistes et de la pop par des haut-parleurs en continu dans les espaces publics. Le film dénonce de faux opéras folkloriques tibétains et le détournement de mélodies traditionnelles avec une instrumentation pop et des paroles nationalistes. 
La musique ou le silence est aussi montré comme un moyen de résistance. Trois jeunes femmes témoignent avoir été battues en prison en raison de leur refus de chanter l’hymne national chinois. Cinq autres prisonniers en sont morts.
Selon Ngawang Choephel, on ne trouve plus les chants traditionnels que dans les villages de montagne ou chez les Tibétains en exil. Le film montre une grand-mère tibétaine qui chantant dans la rue s'entend dire par un policier « Grand-mère, ne dansez pas ici », la reléguant à une période révolue.

## Prix
- Cinema for Peace, International Human Rights Award, 2010
- Festival du film de Sundance, Prix spécial du jury, 2009